# Карл Брейтбах
Карл Брейтбах (нім. Carl Breitbach; 1833-1904) - німецький живописець.

## Біографія
Карл Брейтбах народився 1833 року в місті Берліні.
Спочатку навчався художній майстерності в Берлінській академії мистецтв, і з 1862 по 1863 року в Тома Кутюра (Couture) у Париже.
З метою вдосконалення, мандрував Францією, Англією та Німеччиною. Повернувшись до Берліна він спочатку малював головним чином ландшафти на мотиви з Бранденбурга, Вестфалії, німецьких Альп та околиць Парижа; але в міру того, як його ландшафти дедалі частіше пожвавлювалися фігурами, Брейтбах відчув схильність до жанрового живопису і вже в зрілих роках вступив на вдосконалення в майстерню Людвіга Кнауса. Крім цього, Брейтбах малював портрети, пам'ятки архітектури тощо.
Карл Брейтбах помер 1904 року